# Backa pastorat
Backa pastorat är ett pastorat i Göteborgs norra kontrakt i Göteborgs stift i Göteborgs kommun i Västra Götalands län. 
Pastoratet bildades 2018 genom samgåenede av nedanstående församlingar som tidigare utgjort egna pastorat:
- Backa församling
- Tuve-Säve församling

Pastoratskod är 080406.